# Sonnenberg (Vinschgau)
Als Sonnenberg (italienisch Monte Sole bzw. Monte Mezzodi) wird die nordseitige und somit südexponierte Talflanke des Etschtals im Vinschgau in Südtirol bezeichnet.

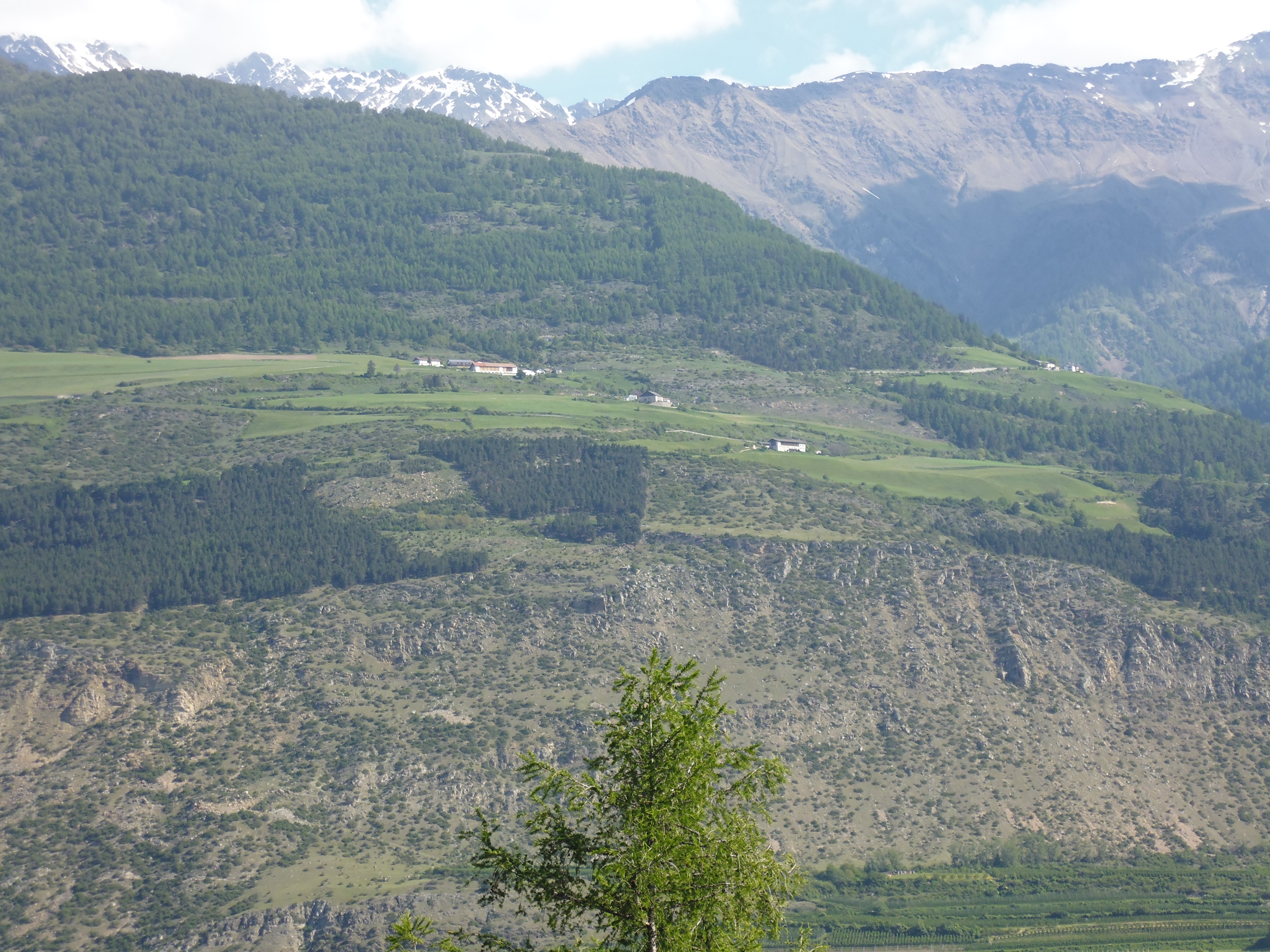
Blick auf den Laaser Sonnenberg mit den Tröghöfen; gut erkennbar sind der Steppengürtel direkt oberhalb der Talsohle und Aufforstungsflächen

## Geographie

### Lage
Der Sonnenberg ist Teil der Ötztaler Alpen und erstreckt sich über knapp 50 Kilometer von Mals im Westen bis zur Töll am Ostende des Vinschgaus. Präzisere Standortangaben werden meist im Zusammenhang mit der nächstgrößeren Ortschaft im Talgrund gemacht, wenn für einen Hangbereich nicht sonst eine geläufigere Bezeichnung, wie der Name einer Siedlung, griffbereit ist. Die steilen Tallehnen des Sonnenberges gehen in einer Höhe ab 1200 m s.l.m. in leicht flachere Mittelgebirgsterrassen über. Geologisch zeigt diese Geländestufe den Verlauf der „Vinschgauer Scherzone“ als Fortsetzung der „Schliniglinie“ an.
Das Gegenstück des Sonnenbergs auf der südseitigen und somit nordexponierten Talflanke ist der Nördersberg.

### Siedlungen

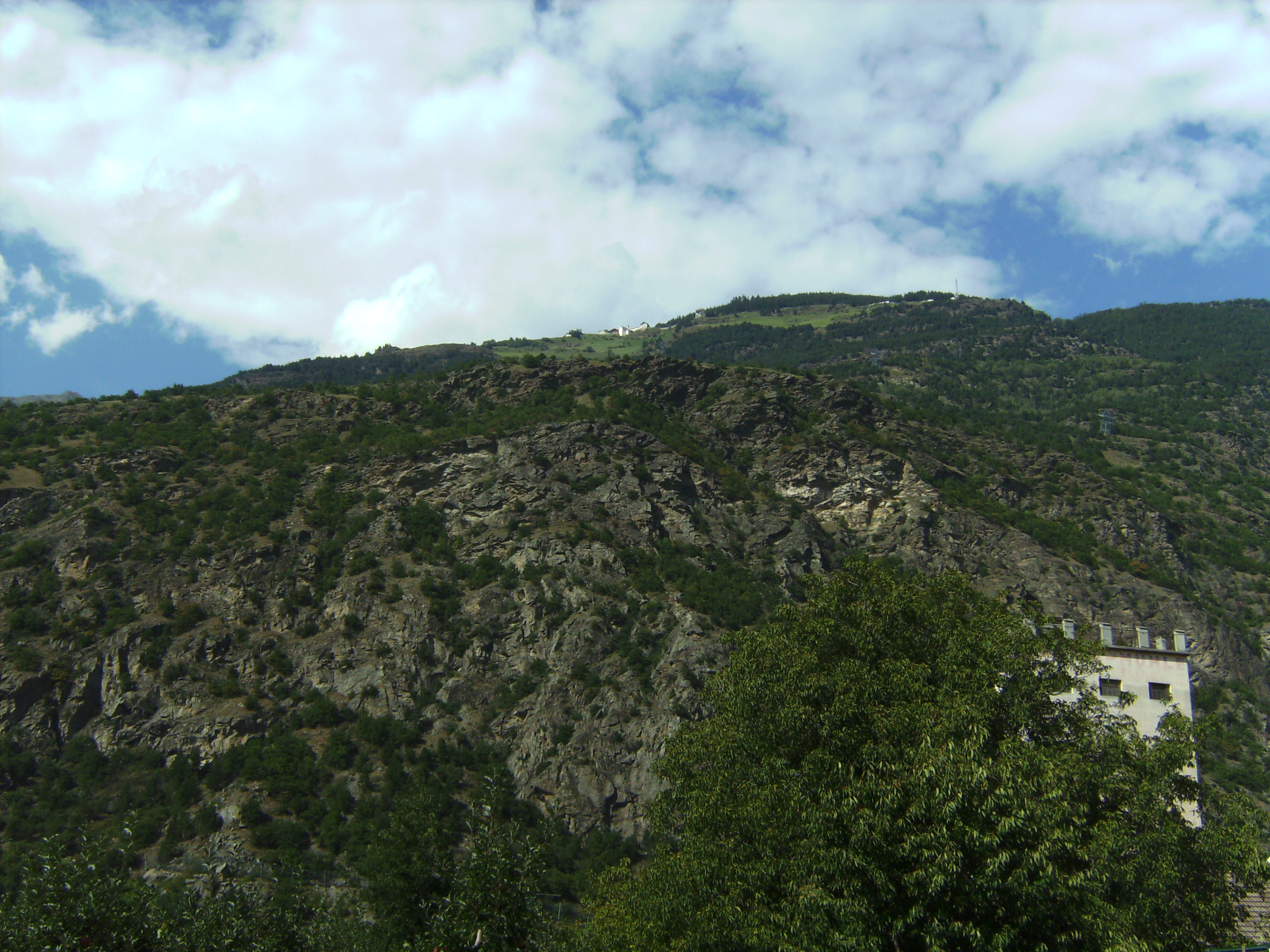
St. Martin im Kofel am Latscher Sonnenberg vom Talboden aus gesehen

Mit Ausnahme eines kleinen Haufendorfes, der Ortschaft Tanas, auf 1400 m oberhalb von Laas, gibt es auf den mittelgebirgigen Hangterrassen des Sonnenberges nur Streusiedlungen, einzelne winzige Weiler und entlegene Einzelhöfe. Dazu gehören Muntetschinig (1306 m), Lechtl und Gemassen oberhalb von Tartsch, die Gschneirhöfe auf dem Schludernser Berg (1306 m), die Höfe um St. Peter bei Tanas bis 1745 m, die Tröghöfe oberhalb der Laaser Leiten, die Rimpfhöfe bei Allitz, der Schlanderser Sonnenberg ab einer Höhe von 1405 m, Schlandersberg und Tappein (1397 m), St. Martin im Kofel oberhalb von Latsch auf 1736 m, Trumsberg oberhalb von Kastelbell auf 1250 m, die Höfe von Juval, der Naturnser Sonnenberg am Südhang der Texelgruppe, und zuletzt die Höfe des Partschinser Sonnenbergs.
Die zur Gemeinde Schlanders gehörenden Gehöfte bilden die Fraktion Sonnenberg, die unter diesem Namen bis 1928 eine eigenständige Gemeinde war.

### Die Täler
Auf seiner ganzen Länge wird der Sonnenberg nur von vier größeren Tälern unterbrochen. Diese sind das bei Schluderns abzweigende Matscher Tal, das Schlandrauntal bei Schlanders, das nahe Naturns einmündende Schnalstal und schließlich das Zieltal bei Partschins.

### Die Berge
Die den Sonnenberg überragenden Bergspitzen gehören allesamt zu den Ötztaler Alpen, geschieden in drei Untergruppen. Westlich des Matscher Tals werden die Gipfel den Planeiler Bergen zugerechnet, zwischen Matscher und Schnalstal dem Saldurkamm und östlich des Schnalstals der Texelgruppe.
Die höchsten, vom Tal aus sichtbaren Erhebungen des Sonnenberges sind im westlichen Teil abgeflachte, gerundete Kuppen, die kaum abgesetzte Kammreliefs aufweisen: die Spitzige Lun bei Mals (2324 m), die Köpflplatte (2410 m) oberhalb von Spondinig, die einen Bergkamm anführt, in dessen Verlauf der Schwarze Knott (2811 m), das Hohe Kreuzjoch (2992 m), der Madatschknott (3081 m), das Weißeck (2376 m) und das Rauscheck (2286 m) die Hangeinbuchtung oberhalb von Eyrs umringen. Der Dorferberg (1809 m) östlich von Tanas ist der Ausläufer dieses Bergkammes in Richtung Allitz.
Der Nocken (2382 m) und das Kortscher Jöchl (2648 m) auf der Westseite des Schlandrauntales sind ebenfalls abgeflachte, unscheinbare Berge. Östlich des Schlandrauntales ist der Kammverlauf markanter: Der Zerminiger (3109 m), dessen vom Tal aus sichtbarer Vorberg 3059 m hoch ist, die Vermoispitze (2929 m), die Grubenspitze (2899 m), die Trumser Spitze (2912 m) und das Tscharser Wetterkreuz (2552 m) bilden einen wenig gegliederten Bergzug, der beim Schloss Juval als westliche Talbegrenzung des Schnalstales ausläuft.
Östlich des Schnalstales schließt die Texelgruppe an, wo die Kirchbachspitze (3053 m) die höchste vom Tal aus sichtbare Erhebung bildet. Sie ist der Hausberg von Naturns und verdeckt die noch höheren Berggipfel in Richtung Norden. Etwas östlich beherrscht der Tschigat (2998 m) den Abschluss des Vinschgaus über der Töll. Der Abschnitt des Sonnenbergs an den Flanken der Texelgruppe ist zu großen Teilen im Naturpark Texelgruppe unter Schutz gestellt.

## Geschichte
Manche Stellen des Sonnenberges weisen Spuren vorrömischer Besiedlung auf. Das wurde bei archäologischen Ausgrabungen auf dem Tartscher Bichl, am Ganglegg oberhalb von Schluderns und auf St. Georg oberhalb von Kortsch deutlich. Grabungen wurden zudem bei der Schloss Annenberg und auf Schloss Juval getätigt. Ein Zufallsfund brachte 1970 beim Weiler Talatsch auf dem Schlanderser Sonnenberg einen Bronzehort zutage: zwei Sicheln, zwei Meißel, ein Lochbeil, eine Rippenaxt und acht Fragmente von Lappenbeilen, die zeitlich dem 7. oder 8. Jahrhundert v. Chr. zugeordnet werden können. Andere Streufunde bestätigen, dass sich Menschen in jenen Zeiten am Sonnenberg aufgehalten haben. Zweifellos wird die klimatisch günstige Lage eine Rolle bei der Standortwahl gespielt haben.

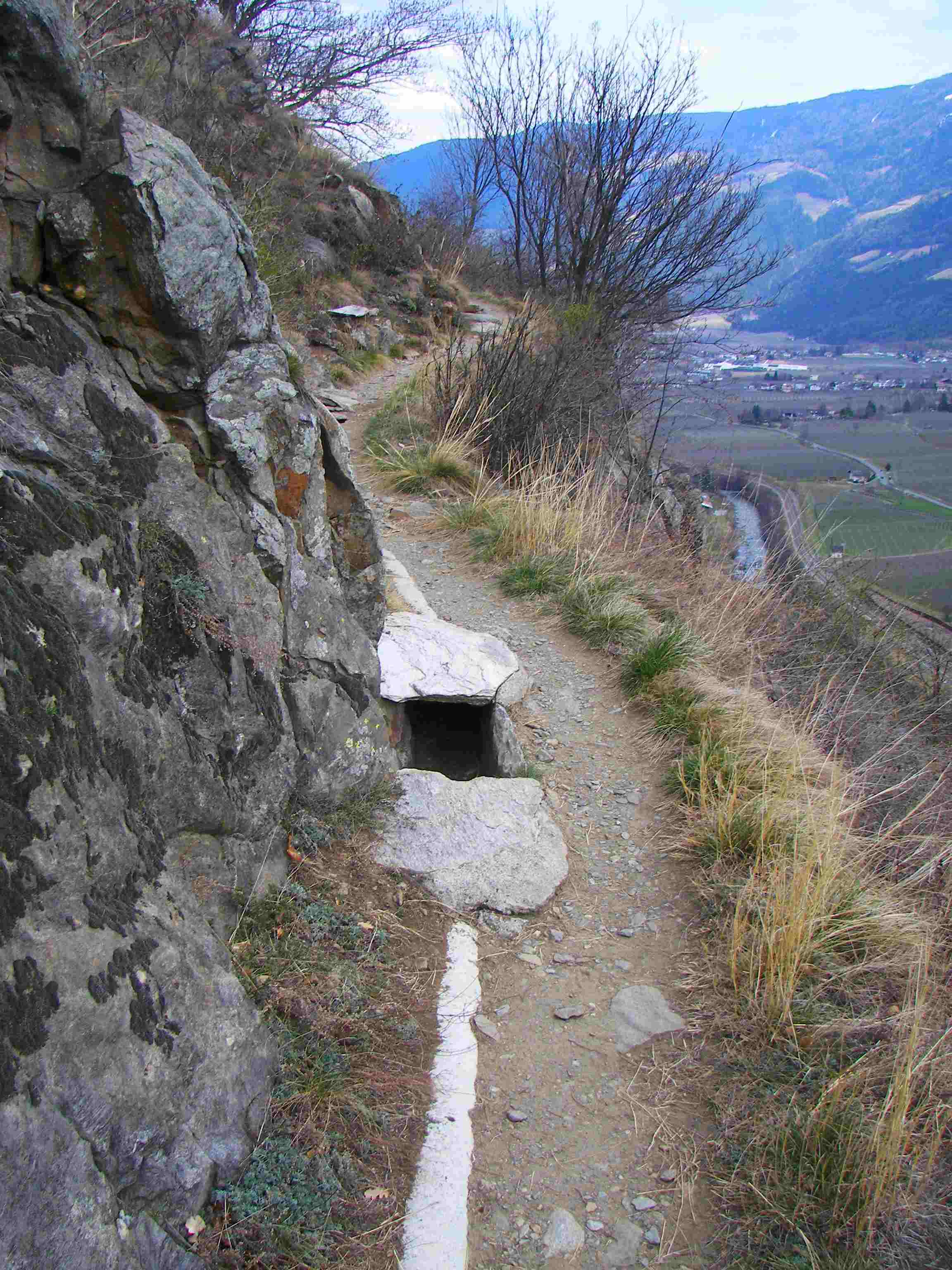
Stabener Waal

Die weiträumigen Rodungen für die Felder der Höfe, die heute noch das Landschaftsbild prägen, wurden in dem für die Landwirtschaft günstigen Klimahoch des Hochmittelalters geschaffen. Hofstellen wurden vereinzelt auch an solchen Orten eingerichtet, wo die Wasserversorgung von vornherein prekär war oder von der Schüttung unzuverlässiger Quellen abhing. Ohne künstliche Bewässerung ist eine ertragsfähige Führung eines Hofes auf diesen trockenen Hängen höchstens in Perioden mit zufällig günstiger Niederschlagskonstellation möglich. Höfe, die sich nicht einem Waalbauprojekt anschließen konnten, oder über kein autarkes Bewässerungssystem verfügten, mussten früher oder später aufgelassen werden. Im Schlanderser Raum gibt es zahlreiche solche Höferuinen.
Die Hänge des Sonnenberges, die nicht bewässert wurden, waren von alters her bevorzugte Weidegebiete für Tausende Ziegen und Schafe. Während in den höher gelegenen Zonen die Lärchenbestände diesen Ansturm überdauerten, wurde ein 500 bis 700 m breiter Vegetationsstreifen im unteren Bereich restlos kahl gefressen. Die Folgen waren Erosion, Auswaschung des kargen Bodens und Murbrüche, die die Ortschaften im Talgrund bedrohten. Bereits im 18. Jahrhundert begannen die Behörden, Gegenmaßnahmen zu ergreifen und die Beweidung einzuschränken. Einige bekannte Persönlichkeiten ihrer Zeit, wie der Arzt Heinrich Vögele aus Schlanders und der Malser Arzt Heinrich Flora, bemühten sich ab 1880 als erste, systematische Aufforstungen in die Wege zu leiten. Schon damals fiel die Wahl auf die Schwarzföhre, die dann in der Zwischenkriegszeit und ganz massiv in den Jahren 1951 bis 1965 als Pionierpflanze eingesetzt wurde. Durch das damalige Aufforstungsprogramm wurden etwa 800 ha Schwarzföhrenforste auf dem Sonnenberg geschaffen. Auf besonders ungünstigen Standorten wurde auf die Robinie zurückgegriffen. Die angestrebte Wirkung, nämlich Siedlungen und Kulturgründe vor den periodischen Hochwässern zu schützen, konnte damit erreicht werden. Einzelne Hangbereiche wurden bewusst ausgespart, um sie als Trockenrasen- und Steppenhabitate zu erhalten.
Das letzte mittelfristige Aufforstungsprojekt war das „Sonderprogramm Aufforstung Vinschgau“ mit dem in den Jahren 1986 bis 2005 385 Einzelprojekte im Vinschgau umgesetzt wurden. In den Schwarzföhrenbeständen des Sonnenberges wurden dabei nach Konzepten, die mit der Universität für Bodenkultur in Wien erarbeitet worden waren, etwa 4.000 Laubbaumbiozellen errichtet. Neuaufforstungen wurden in diesen Bereichen sonst nicht mehr getätigt.
Bis in die jüngste Vergangenheit hält sich die Behauptung, die Waldbestände seien schon von den Römern und dann im Mittelalter für den Bau Venedigs zerstört worden. Dies wird jedoch von Fachleuten bezweifelt, da die Etsch nicht flößbar war.
Sie sehen die Ursache für den Steppenstreifen in Brandrodungen und übermäßigem Weideverbiss.
Im März 2025 kam es am Sonnenberg zu einem tagelangen überregional beachteten Großbrandereignis, bei dem 90 Hektar Wald abbrannten. Als Ursache wurde ein „explodiertes Auto“ ermittelt.

## Flora

### Am Hangfuß

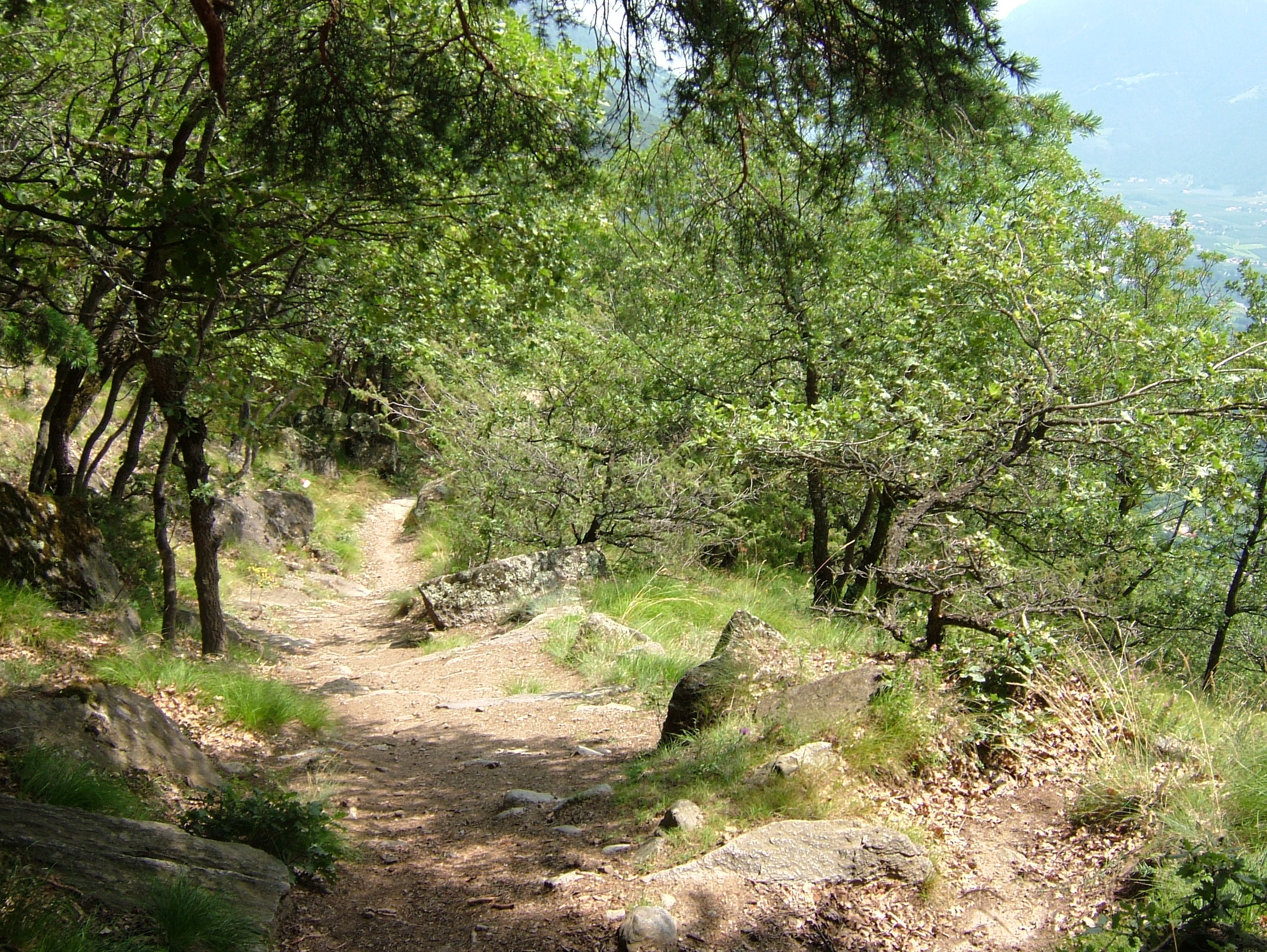
Buschwälder am Naturnser Sonnenberg

Im talnahen Bereich des Sonnenberges gedeiht bis in die Schlanderser Gegend der Wein. Dort wo es möglich war, mit Waalen die Hänge zu erreichen, wurden an steilen Hangabschnitten Trockenmauernterrassen angelegt. An manchen Stellen mussten die Reben auf diesen Terrassen ab dem Ersten Weltkrieg den Apfelbäumen weichen, weil sie höhere Erträge erzielten. In der Nähe der Ortschaften haben sich bis Kortsch schöne Edelkastanienhaine erhalten. Bis Kastelbell, vereinzelt auch weiter westlich, finden sich von Osten her kommend am Fuß des Sonnenberges Flaumeichenbuschwälder durchsetzt mit anderen Laubholzgewächsen:
- Bergulme Ulmus glabra
- Blasenstrauch Colutea arborescens
- Manna-Esche Fraxinus ornus (Saft enthält bis zu 13 % Mannit)
- Robinie Robinia pseudoacacia
- Steinweichsel Prunus mahaleb
- Zürgelbaum Celtis occidentalis
- Bergkiefer Pinus mugo

### Der Steppengürtel

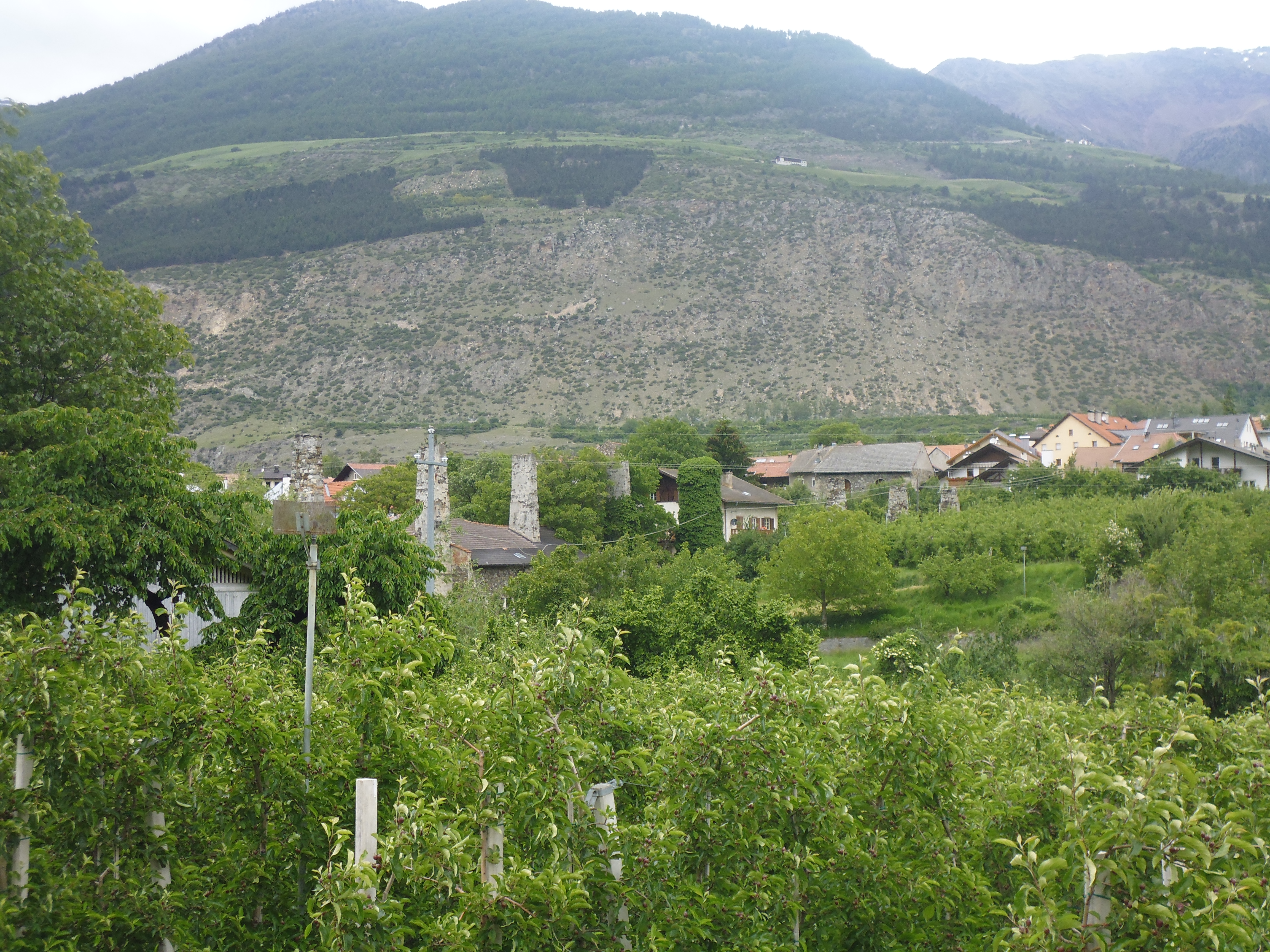
Der Steppengürtel am Laaser Sonnenberg

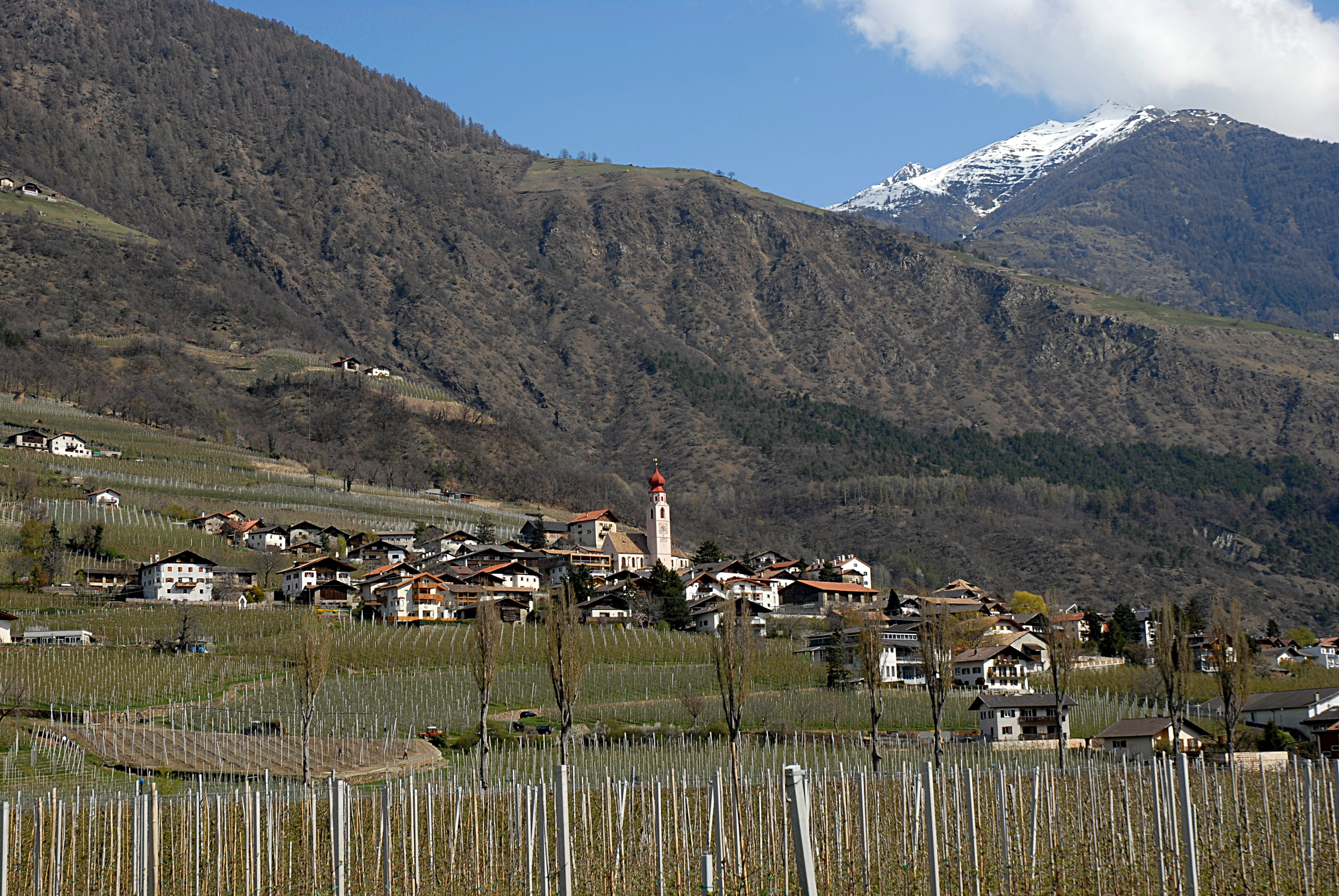
Der Tscharser Sonnenberg

Das trockene Klima dieses inneralpinen Quertales, die Ausrichtung der Hänge des Sonnenberges direkt nach Süden und die dadurch erreichbare hohe Sonneneinstrahlung haben auf einem 500 bis 700 m breiten Geländestreifen des Sonnenberges eine einzigartige Vegetation hervorgebracht, die solcherart auch in weiter südlich gelegenen vergleichbaren alpinen Quertälern nicht vorkommt. Für Biologen ist die Steppenvegetation und die Trockenrasenlandschaft des Vinschgaus ein Begriff. Temperaturunterschiede auf diesen kargen Flächen von bis zu 50 °C zwischen Tag und Nacht und Bodentemperaturen bis zu 65 ° sind keine Seltenheit. Es ist so heiß, dass an vielen Stellen Ausblühungen von Bittersalzen beobachtet werden können. Diese entstehen durch kapillares Aufsteigen von Porenwässern und durch deren Verdunstung an der Bodenoberfläche. Dem aufmerksamen Beobachter erschließt sich in diesem von Erosionsrinnen durchfurchten Vegetationsstreifen eine pflanzliche Vielfalt, die vom genügsamsten Pflanzenbewuchs auf den trockensten Felsenvorsprüngen bis zur üppigsten grünen Pflanzenpracht gleich um die Ecke in einer feuchteren und mikroklimatisch begünstigten Hangnische reicht.
Große Teile dieses Steppengürtels wurden mit Schwarzföhren, in geringem Maße mit Robinien aufgeforstet. Dort wo die Trockenrasen- und Steppenlandschaft belassen wurde, besteht die Vegetation des Sonnenbergs in erster Linie aus xerophilen Pflanzen, also aus solchen, die sich durch Blattreduktion, durch Ausbildung von Dornen, zwiebelähnlicher Knollen, dicken Wurzelstöcken, Haarfilz (reflektiert das Licht) und ledrigen Blättern (Sukkulenz, z. B. Hauswurz, Fetthennen) vor Austrocknung schützen:
- Felsen-Fetthenne Sedum rupestre
- Spinnweb-Hauswurz Sempervivum arachnoideum
- Dach-Hauswurz Sempervivum tectorum
- Heide-Ehrenpreis Veronica dillenii
- Milzfarn Asplenium ceterach
- Opuntien Opuntia
- Sand-Lotwurz Onosma arenaria
- Zottiger Spitzkiel Oxytropis pilosa

Strauchartige Vertreter dieser Gattung sind:
- Berberitze Berberis vulgaris
- Purgier-Kreuzdorn Rhamnus cathartica
- Sadebaum Juniperus sabina
- Sanddorn Hippophae rhamnoides
- Gemeiner Wacholder Juniperus communis
- Eingriffeliger Weißdorn Crataegus monogyna

Der Laie sieht es der Trockenrasenlandschaft nicht an, dass dort an die 120 Pflanzenarten vorkommen können, während es unter der Schwarzföhre kaum 20 sind. Die Pflanzenvielfalt hat ihre Auswirkung auch auf die Fauna. In Südtirol und besonders im Vinschgau haben die Varianten des Walliser Schwingels (Festuca valesiaca) größte Vielgestaltigkeit erlangt. Typische Gräser auf den Trockenrasengebieten sind:
- Bartgras Bothriochloa ischaemum
- Gedrehtes Bartgras Heteropogon contortus
- Goldbartgras Chrysopogon gryllus
- Federgras Stipa pennata
- Zierliches Federgras Stipa eriocaulis
- Pfriemengras Stipa capillata
- Niederliegende Segge Carex supina
- Erd-Segge Carex humilis
- Schmalblättrige Segge Carex stenophylla
- Michelis Segge Carex michelii
- Aufrechte Trespe Bromus erectus
- Furchenschwingel Festuca rupicola
- Walliser Schaf-Schwingel Festuca vallesiaca

Weitere Pflanzenarten des Trockenrasens, darunter sehr seltene, sind:
- Ackerröte Sherardia arvensis
- Schild-Ampfer Rumex scutatus
- Bärenschote Astragalus glycyphyllos
- Bunter Bergfenchel Seseli varium, laevigatum Kerner
- Schmalblättriger Doppelsame Diplotaxis tenuifolia
- Ähriger Ehrenpreis Veronica spicata
- Wollige Färberdistel Carthamus lanatus
- Feld-Beifuß Artemisia campestris
- Felsennelke Petrorhagia
- Französischer Hornklee Trigonella monspeliaca
- Grüner Milchstern Ornithogalum boucheanum
- Gelbe Hauhechel Ononis natrix (Nordgrenze ihrer Verbreitung)
- Ährige Glockenblume Campanula spicata
- Nesselblättrige Glockenblume Campanula trachelium
- Igelsame Lappula
- Italienisches Leinkraut Linaria angustissima
- Kanadischer Katzenschweif Erigeron canadensis
- Kartäusernelke Dianthus carthusianorum, blüht auch im Dezember noch
- Großer Knorpellattich Chondrilla juncea
- Krätzkraut Scabiosa gramuntia
- Bunte Kronwicke Securigera varia
- Glanz-Labkraut Galium lucidum
- Trentiner Lotwurz Onosma pseudoarenarium ssp. tridentinum
- Meerträubel Ephedra distachya, helvetica sehr selten, enthält das Alkaloid Ephedrin
- Meisterwurz Peucedanum ostruthium
- Büschel-Miere Minuartia rubra
- Lärchennadel Minuartia laricifolia
- Schnabelmiere Minuartia mutabilis
- Stein-Nelke Dianthus sylvestris
- Montpellier-Nelke Dianthus monsspessulanus
- Ohrlöffel-Leimkraut Silene otites
- Rispen-Flockenblume Centaurea stoebe
- Rotes Labkraut Galium rubrum
- Steifhalm Diplachne serotina
- Edle Schafgarbe Achillea nobilis
- Gelbe Schafgarbe Achillea tormentosa
- Schweizer Schöterich Erysimum rhaeticum
- Österreichische Schwarzwurzel Scorzonera austriaca
- Sichel-Luzerne Medicago sativa subsp. falcata
- Dreifinger-Steinbrech Saxifraga tridactylites
- Spreizender Storchenschnabel Geranium divaricatum
- Tauben-Skabiose Scabiosa columbaria
- Ziestblättrige Teufelskralle Phyteuma betonicifolium
- Blasen-Tragant Astragalus vesicarius var. pastellianus bzw. venostanus
- Niedriger Tragant Astragalus depressus
- Stängelloser Tragant Astragalus exscapus
- Kicher-Tragant Astragalus cicer
- Telephie Telphium imperati sehr selten
- Tiroler Thymian Thymus oenipontanus
- Wermutkraut Artemisia absinthium
- Steppen-Wolfsmilch Euphorbia seguieriana
- Zwerg-Schneckenklee Medicago minima

### Probleme mit der Schwarzföhre
Die Schwarzföhre wurde für die Aufforstungen gewählt, weil sie an sehr trockene und steinige Böden gut angepasst ist. Außerdem war sie für die Aufforstungstätigkeiten in genügenden Mengen verfügbar. Die Forstexperten sind heute aus folgenden Gründen mit dieser Wahl nicht mehr glücklich:
- Wo die Schwarzföhre eingesetzt wurde, hat sie sich dermaßen durchgesetzt, dass die Artenvielfalt ganz merklich gelitten hat, sowohl in floristischer als auch in faunistischer Hinsicht. Seltene Vegetationstypen und Pflanzengesellschaften sind auf diesen Flächen verloren gegangen.
- Dem Wild fehlt die Äsungsgrundlage und es verbeißt die spärlich aufkommende künstliche und natürliche Verjüngung, sodass Laubhölzer erst gar nicht mehr aufkommen.
- Schädlingsbefall durch den Prozessionsspinner; die Raupenpopulationen bevölkern die Bäume in gemeinschaftlich gewebten, weißen Gespinstnestern (etwa 75.000 bis 100.000 Nester am Hang) und fressen die Nadeln der Föhren im Winter und im Frühjahr ab, bevor sie sich im Boden verpuppen. Die Härchen der Raupen bewirken allergische Reaktionen auf der Haut des Menschen. Zweimal pro Jahr werden seit einiger Zeit Sprüheinsätze mit dem Hubschrauber geflogen, bei denen der Bacillus thuringiensis ausgebracht wird, der den Schädling biologisch niederhalten soll.
- Die abgefallenen Nadeln der Schwarzföhre bilden eine schwer abbaubare Streu, die den Boden versauert. Eine jährliche Verjüngung kann kaum mehr aufkommen.
- Die kaum verrottbare harzreiche Nadelstreu stellt eine sehr trockene und dadurch leicht entzündbare Bodenauflage dar.

Heute wird versucht, wieder Laubbäume, vor allem Flaumeichen und Manna-Eschen, in „geschlägerte“ Lichtungen einzumischen. Wie sich diese Biozellen langfristig verhalten werden, ist unsicher.

### Der Siedlungsgürtel

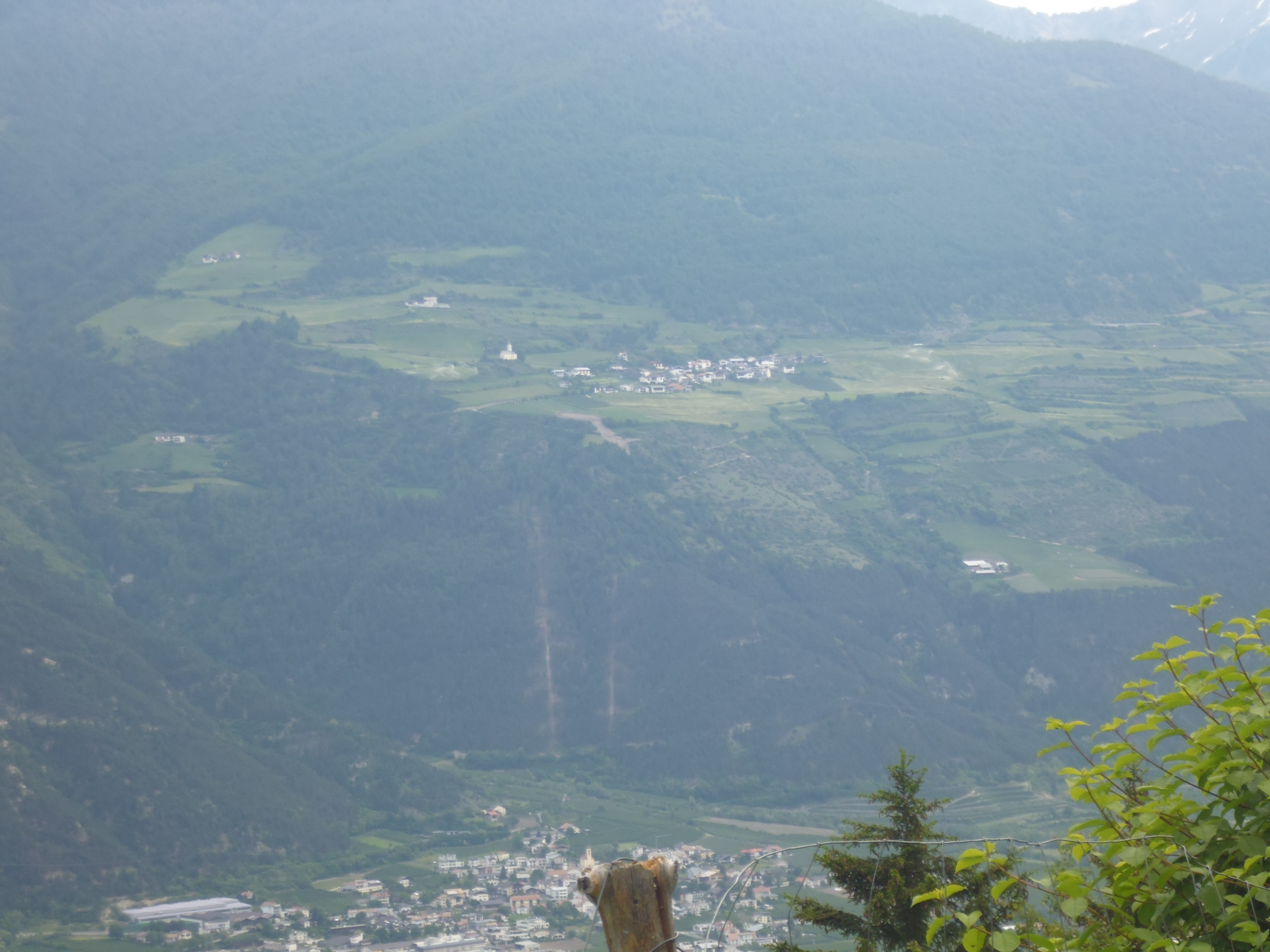
Die Siedlungsterrasse von Tanas

An den Steppengürtel grenzen fast durchgängig die Wiesen und Felder der Streusiedlungen und Einzelhöfe an, die sich farblich von den dunklen Schwarzföhrenbeständen und vom Grau des Steppengürtels gut unterscheiden, weil sie künstlich bewässert werden. Früher wurde das Wasser von kilometerlangen Tragwaalen zu den Wiesen gebracht, heute wird über Rohrleitungen gewässert.

### Die alpine Vegetationsstufe

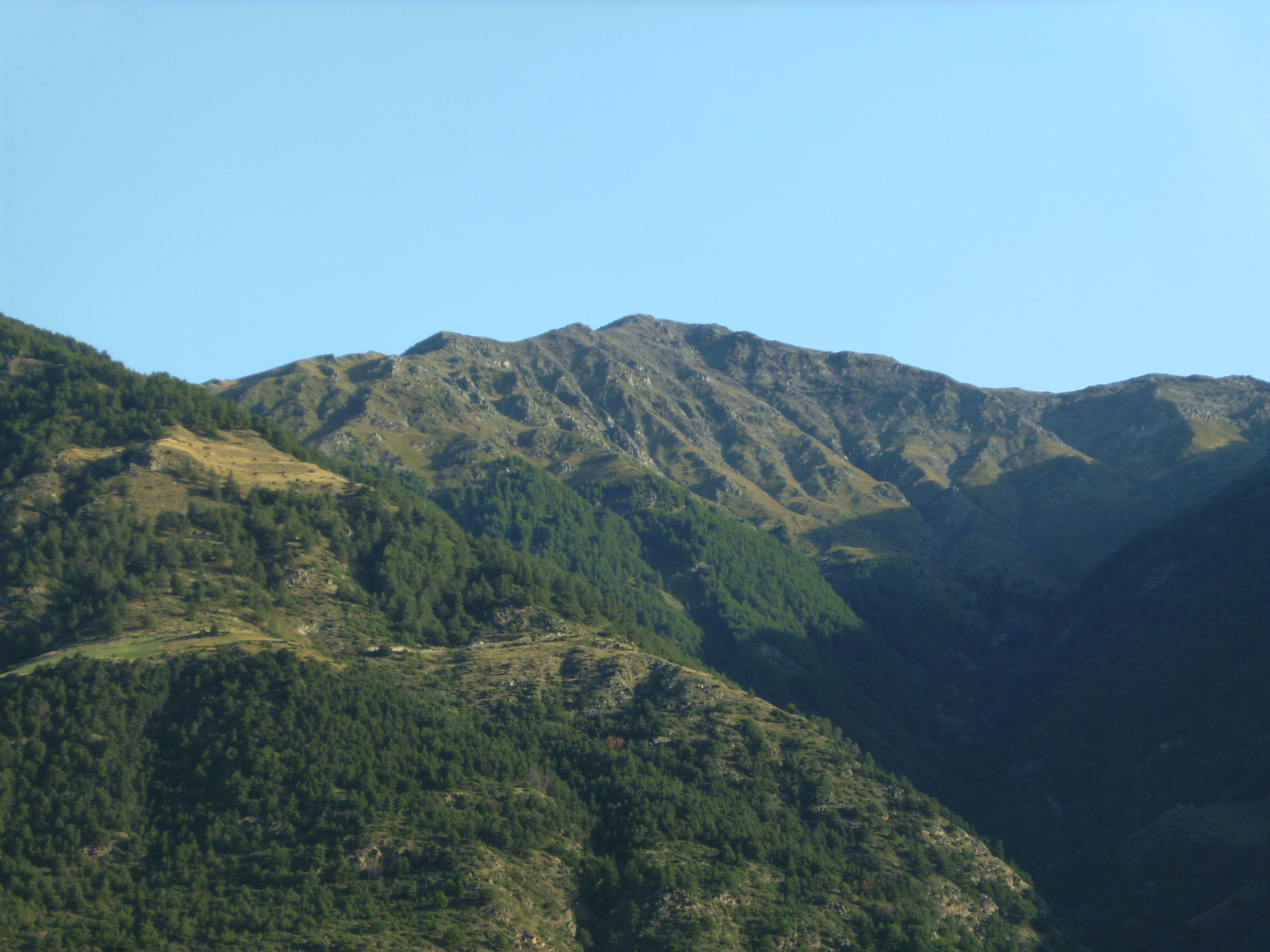
Blick zum Goldrainer Sonnenberg und der dahinter aufragenden Grauen Wand

Die aus dem Hochmittelalter stammenden Rodungen gehen in Lärchenwälder über, in denen sich ab 1700 m einzelne Kleinalmen verstecken. Auf einer Höhe von 2000 m mischen sich Zirbelkiefern dazu. Oberhalb der Baumgrenze geht die Landschaft in tundraartige Hochweiden, Gesteinshalden und in zerfurchte Hochgebirgshänge über.

## Fauna
Der Artenreichtum der Fauna hat ganz wesentlich dort gelitten, wo künstlich eingegriffen wurde. Typische Tierarten sind Smaragd- und Mauereidechse, Äskulapnatter, Aspisviper, Zippammer, Ortolan, rotrückiger Würger, Zwergohreule und Steinhuhn. Besonders viele Arten von Tagfaltern haben ihren Siedlungsschwerpunkt in den Trockenrasengesellschaften.

## Verkehr
Alle Siedlungen und Einzelhöfe auf dem Sonnenberg verfügen heute über eine Straßenanbindung.
- Zwischen Mals und Schluderns ist es der Zubringer ins Matscher Tal, der bei Tartsch abzweigt.
- Die Weiler und Einzelhöfe des Sonnenberges zwischen Schluderns und Schlanders können über eine Art Panoramastraße erreicht werden, die in Schluderns abzweigt, den Schludernser Berg entlang zu den Gschneirhöfen und zu den Höfen von St. Peter führt, oberhalb der Ortschaft Tanas vorbei zu den Tröghöfen verläuft und in Allitz auf den Gadria-Schwemmkegel mündet.
- Die Höfe des Schlanderser Sonnenberges sind von einer Straße erschlossen, die bei Kortsch abzweigt, am Ägidius-Kirchlein vorbeiführt und sich sehr kurvenreich den Hang empor zu den weit verstreuten Höfen schlängelt.
- Tappein und Schlandersberg sind von einem Zubringer von Vetzan aus erreichbar, der aber nur für die Anrainer verfügbar ist.
- Um nach St. Martin oberhalb von Latsch zu gelangen, sollte die moderne Seilbahn St. Martin gewählt werden, obwohl eine Straße von Kastelbell aus diese Siedlung und die Höfe von Trumsberg erschließt.
- Zum Schloss Juval wird ein Shuttle-Dienst vom Talgrund im Mündungsbereich des Schnalstales aus angeboten
- Auf den Naturnser Sonnenberg sollte ebenfalls, wenn möglich, die Seilbahn Sonnenberg gewählt werden und nicht die kurvenreiche Straße; die moderne Seilbahn nach Unterstell startet vom Ortsteil Kompatsch in Naturns aus.
- Seit dem 25. April 2009 ist die Texelbahn in Betrieb. Sie ist eine Kabinenseilbahn (25 Personen) mit einer Förderkapazität von 280 Personen pro Stunde und verbindet den auf dem Partschinser Sonnenberg gelegenen Giggelberg mit der Talstation zwischen Partschins und Rabland.